# Temper Temper (альбом Bullet for My Valentine)
«Temper Temper» (укр. Запальний характер) — четвертий студійний альбом валлійського металкор-гурту «Bullet for My Valentine», випущений 11 лютого 2013 на лейблі RCA Records. Альбом був спродюсований Доном Гілмором, який працював над крайнім, на той момент, альбомом гурту, «Fever», що вийшов у 2010. Цей альбом став останнім для басиста — Джейсона Джеймса, який покине гурт у лютому 2015.

## Реліз та просування
Прем'єра першого синглу з альбому, «Temper Temper», відбулася на BBC Radio 1 22 жовтня 2012, а вже 12 листопада вийшов музичний відеокліп на цю композицію. Він був знятий у Лос-Анджелесі та цікавий тим, що це єдиний відеокліп, у зйомці якого жоден з учасників гурту участі не брав. Пісня буде включена до саундтреку комп'ютерної гри «Guitar Hero Live» 20 жовтня 2015.
17 грудня 2012 вийшов наступний сингл під назвою «Riot» та відеокліп на нього, режисером якого виступив Пол Браун, який вже раніше працював з гуртом. Пісня увійшла до саундтреку комп'ютерної гри «NHL 14».
3 січня 2013 гурт презентував обкладинку альбому. В інтерв'ю з Еріком Блером на «Blairing Out Show» Меттью Так сказав, що хоче, щоб обкладинка для альбому була «візуально досить графічною, але не такою графічною, щоб ми не захотіли її придбати в магазинах». Він також сказав, що в обкладинці немає справжнього сенсу, окрім посилання на їх більш ранній міні-альбом «Hand of Blood».
24 травня був представлений третій сингл гурту — «P.O.W», а 7 червня вийшов четвертий сингл — «Breaking Point». Останні два сингли не мали власних обкладинок альбому.
12 лютого альбом став доступний для продажу. У пісні «Dead to the World» команда співпрацювала разом з Крісом Джеріко з гурту Fozzy, у якій Кріс виступив співавтором тексту пісні.

## Критика
Альбом отримав змішані та негативні відгуки. Ultimate Guitar заявили, що «навіть найяскравіші музичні моменти намагаються зірватися з місця. Це справжня ганьба».
Дом Ловсон з The Guardian нагородив альбом двома з п'яти зірок, заявивший, що альбом «зіпсований цинізмом».
Разік Рауф з BBC дав альбому негативний відгук, закінчуючи такими словами «валлійцям необхідно поліпшити своє звучання, порівняно з тим, що було на цьому альбомі, у наступних повноформатних релізах, або вони ризикують завдати шкоди своїй раніше недоторканній репутації».
Чад Чайлдерс з Loudwire дав альбому позитивну рецензію, заявивши, що «Bullet for My Valentine вичавлює максимум зі свого нового альбому».
ARTISTdirect дали альбому п'ять із п'яти зірок, сказавши: «Temper Temper вміло поєднує цупке звучання квартету та щільний технічний треш».

## Комерційний успіх
«Temper Temper» досяг 13-го місця в американському Billboard 200, продавши 44 000 примірників за перший тиждень. Він залишався у чарті дев'ять тижнів.

## Список композицій
Автор слів Меттью Так, окрім «Dead to the World» - Меттью Так, Кріс Джеріко, автор музики Bullet for My Valentine. 
| #                         | Назва                                  | Тривалість |
| ------------------------- | -------------------------------------- | ---------- |
| 1.                        | «Breaking Point»                       | 3:42       |
| 2.                        | «Truth Hurts»                          | 3:36       |
| 3.                        | «Temper Temper»                        | 3:13       |
| 4.                        | «P.O.W» (Prisoner of War)              | 3:53       |
| 5.                        | «Dirty Little Secret»                  | 4:55       |
| 6.                        | «Leech»                                | 3:59       |
| 7.                        | «Dead to the World»                    | 5:15       |
| 8.                        | «Riot»                                 | 2:49       |
| 9.                        | «Saints & Sinners»                     | 3:29       |
| 10.                       | «Tears Don't Fall (Part 2)»            | 5:38       |
| 11.                       | «Livin' Life (On the Edge of a Knife)» | 4:02       |
| Загальна тривалість 44:25 |                                        |            |

| Бонус-треки з подарункового видання | Бонус-треки з подарункового видання                                   | Бонус-треки з подарункового видання |
| #                                   | Назва                                                                 | Тривалість                          |
| ----------------------------------- | --------------------------------------------------------------------- | ----------------------------------- |
| 12.                                 | «Not Invincible»                                                      | 3:26                                |
| 13.                                 | «Whole Lotta Rosie» (кавер-версія пісні AC/DC; наживо на BBC Radio 1) | 4:10                                |
| 14.                                 | «Scream Aim Fire» (наживо на BBC Radio 1)                             | 5:03                                |
| Загальна тривалість 57:04           |                                                                       |                                     |

| Бонусні треки японського видання | Бонусні треки японського видання | Бонусні треки японського видання |
| #                                | Назва                            | Тривалість                       |
| -------------------------------- | -------------------------------- | -------------------------------- |
| 15.                              | «Playing with Fire»              | 2:50                             |
| Загальна тривалість 59:54        |                                  |                                  |

| Європейське подарункове видання | Європейське подарункове видання | Європейське подарункове видання |
| #                               | Назва                           | Тривалість                      |
| ------------------------------- | ------------------------------- | ------------------------------- |
| 15.                             | «Your Betrayal»                 | 5:05                            |
| Загальна тривалість 62:01       |                                 |                                 |

## Учасники запису
Інформація про учасників запису запозичена з сайту AllMusic:
- Меттью Так — вокал, ритм-гітара
- Майкл Педжет — гітара, беквокал
- Джейсон Джеймс — бас-гітара, вокал
- Майкл Томас — барабани

## Позиції в чартах
| Чарти (2013)                                         | Найвища позиція |
| ---------------------------------------------------- | --------------- |
| Австралія Australian Albums (ARIA)                   | 4               |
| Австрія Austrian Albums (Ö3 Austria)                 | 3               |
| Бельгія Belgian Albums (Ultratop Flanders)           | 65              |
| Бельгія Belgian Albums (Ultratop Wallonia)           | 91              |
| Канада Canadian Albums (Billboard)                   | 9               |
| Франція French Albums (SNEP)                         | 51              |
| Німеччина German Albums (Media Control)              | 5               |
| Японія Japanese Albums (Oricon)                      | 17              |
| Нова Зеландія New Zealand Albums (Recorded Music NZ) | 14              |
| Норвегія Norwegian Albums (VG-lista)                 | 30              |
| Фінляндія Finnish Albums (Suomen virallinen lista)   | 5               |
| Іспанія Spanish Albums (PROMUSICAE)                  | 85              |
| Швеція Swedish Albums (Sverigetopplistan)            | 19              |
| Велика Британія UK Albums (OCC)                      | 11              |
| США Billboard 200                                    | 13              |
| США Top Rock Albums (Billboard)                      | 5               |
| США Top Tastemaker Albums (Billboard)                | 1               |